# Tim Hutchings
Tim Hutchings (Londres, Reino Unido; 4 de diciembre de 1958) es un atleta británico retirado especializado en la prueba de 5000 m, en la que ha conseguido ser medallista de bronce europeo en 1986.

## Carrera deportiva
En el Campeonato Europeo de Atletismo de 1986 ganó la medalla de bronce en los 5000 metros, corriéndolos en un tiempo de 13:12.88 segundos, llegando a meta tras su compatriota Jack Buckner (oro) y el italiano Stefano Mei (plata).
Y ese mismo año, en los Juegos de la Commonwealth celebrados en Edimburgo ganó el bronce en la misma distancia.